# Charles Waldron
Charles Dieudonnee Waldron (* 23. Dezember 1874 in Waterford, New York; † 4. März 1946 in Hollywood, Kalifornien) war ein US-amerikanischer Schauspieler.

## Leben
Charles Waldron begann seine lange Schauspielkarriere als Theaterdarsteller. Im Dezember 1907 feierte er mit dem Erfolgsstück The Warrens of Virginia sein Debüt an den Broadway-Bühnen in New York. Über die folgenden Jahrzehnte bis 1945 übernahm Waldron Rollen in fast 40 Broadway-Produktionen, darunter vor allem ernsthafte Stoffe wie die Shakespeare-Tragödien, The Barretts of Wimpole Street sowie Madame X. Bereits 1911 hatte Waldron sein Filmdebüt in der Kurzfilm-Komödie Big Noise Hank gegeben, doch erst ab Mitte der 1930er-Jahre spielte er regelmäßig in Filmen. Meist wurde der weißhaarige Charakterdarsteller in Filmen wie Die goldene Peitsche oder Stranger on the Third Floor in Nebenrollen als Respektsperson besetzt. So verkörperte er viele Ärzte, Offiziere, Richter oder Pfarrer. Sein letzter von insgesamt über 60 Filmen war der Film noir Tote schlafen fest, wo er neben Humphrey Bogart in der Rolle des pensionierten Generals Sternwood – des Vaters von Lauren Bacall – spielte.
Charles Waldron war von 1907 bis zu seinem Tod mit May King verheiratet, sie hatten eine Tochter sowie einen Sohn. Der Sohn Charles Waldron Jr. (1914–1952) war ebenfalls als Filmschauspieler aktiv. Charles Waldron verstarb im März 1946 im Alter von 71 Jahren.

## Filmografie (Auswahl)
- 1911: Big Noise Hank
- 1916: Mice and Men
- 1935: Das Tal des Todes (Wanderer of the Wasteland)
- 1935: Schuld und Sühne (Crime and Punishment)
- 1936: Der Garten Allahs (The Garden of Allah)
- 1937: Seekadetten (Navy Blue and Gold)
- 1937: Finale in St. Petersburg (The Emperor's Candlesticks)
- 1938: Die goldene Peitsche (Kentucky)
- 1938: They’re Always Caught
- 1939: On Borrowed Time
- 1938: Marie Antoinette
- 1939: Verrat im Dschungel (The Real Glory)
- 1940: Die unvergessliche Weihnachtsnacht (Remember the Night)
- 1940: Stranger on the Third Floor
- 1940: Dr. Kildare: Auf Messers Schneide (Dr. Kildare’s Strange Case)
- 1940: Der große Edison (Edison, the Man)
- 1940: Der Sohn von Monte Christo (The Son of Monte Christo)
- 1941: Mary und der Millionär (The Devil and Miss Jones)
- 1942: Gefundene Jahre (Random Harvest)
- 1942: The Gay Sisters
- 1943: Das Lied von Bernadette (The Song of Bernadette)
- 1944: Die Abenteuer Mark Twains (The Adventures of Mark Twain)
- 1944: Mission im Pazifik (Wing and a Prayer)
- 1945: Rhapsodie in Blau (Rhapsody in Blue)
- 1946: Weißer Oleander (Dragonwyck)
- 1946: Tote schlafen fest (The Big Sleep)